# Oneirodes rosenblatti
Oneirodes rosenblatti es una especie de pez del género Oneirodes, familia Oneirodidae, orden Lophiiformes. Fue descrita científicamente por Pietsch en 1974.
Especie inofensiva para el ser humano. Puede alcanzar los 3000 metros de profundidad.

## Descripción
Su longitud estándar es de 13,4 centímetros.

## Distribución
Se distribuye por el Pacífico oriental.